# Isaac Slade
Pour les articles homonymes, voir Slade (homonymie).
Isaac Slade, né le 26 mai 1981 à Denver, Colorado, est un chanteur et pianiste américain. Il est à l'origine du groupe The Fray, qu'il a cofondé avec Joe King en 2002.

## Biographie
Isaac est né à Denver dans le Colorado. Il a deux petits frères: Caleb et Micah. Isaac a des origines slovaque. Il a vécu pendant un temps au Guatemala du fait de la profession de ses parents où il a étudié à l'École inter-américaine dans la ville de Quetzaltenango. .
Il a commencé à chanter à 8 ans et à jouer du piano à 11 ans, après avoir perdu sa voix, momentanément. Il écrit sa première chanson à 16 ans et apprend à jouer de la guitare quand il entre au lycée.
Isaac rejoint d'abord Ember, un groupe composé de Dave Welsh et Ben Wysocky, deux futurs membres de The Fray. Le groupe se dissout finalement.
En 2002, Isaac, ses deux amis et Joe King forment le groupe The Fray.
Isaac a écrit des paroles de l'album en se basant sur ses expériences personnelles, notamment pour les deux singles " Over My Head (Cable Car)" et " How to Save a Life"
Côté privé, Isaac est marié à Anna le 16 avril 2006 à Seattle.[réf. nécessaire]
Le 17 avril 2014 Isaac et Anna annoncent la naissance de leur fils, Judah Alexander Slade via la page facebook du groupe.